# مظهر خالقی

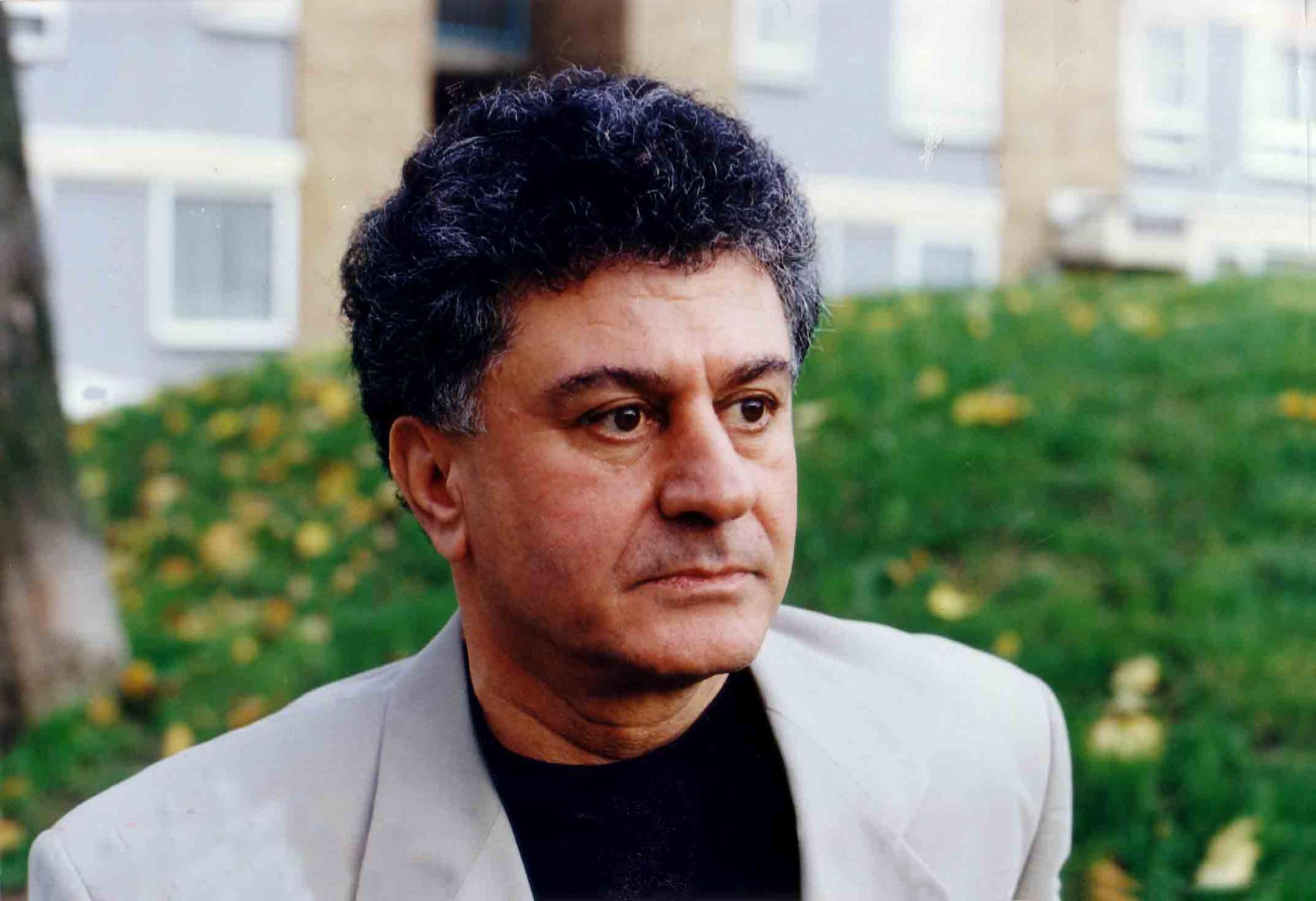
مظهر خالقی

باقر  خالِقی با نام هنری مظهر خالقی (زادهٔ ۱۸ شهریور ۱۳۱۷ در سنندج) موسیقی‌دان و خوانندهٔ کُرد اهل ایران است. او همچنین انستیتو میراث کُرد را در سلیمانیه بنیان‌گذاری کرده و مدیریت آن را بر عهده دارد.

## زندگی‌نامه
مظهر خالقی (باقر خالقی) ۱۸ شهریور ۱۳۱۷ در خانواده‌ای از مشایخ خاندان کرد مردوخی در سنندج متولد شد. از نوجوانی به یادگیری موسیقی سنتی ایرانی و موسیقی کردی پرداخت.
او قبل از انقلاب لیسانس فیزیک (دانشکده فیزیک دانشگاه تهران) و فوق لیسانس مدیریت صنعتی دریافت کرد.
مظهر خالقی با ریسان ابراهیم ازدواج کرد. ریسان ابراهیم خواهر گلاویژ ابراهیم همسر ابراهیم احمد، و نیز خالهٔ هیرو ابراهیم احمد همسر جلال طالبانی است. ریسان ابراهیم همسر مظهر خالقی روز ۲۶ شهریور ۱۳۹۸ در لندن درگذشت. گفته می‌شود که با شروع انقلاب سال ۱۳۵۷ ایران مظهر خالقی توسط انقلابیون دستگیر شده و با وساطت جلال طالبانی فراری داده شده‌است. 

## فعالیت‌های هنری
اولین اجرای ضبط شدهٔ او متعلق به دههٔ سی است که در رادیو سنندج و به زبان فارسی اجرا کرده‌است. وی دانش‌آموختهٔ فیزیک از دانشکده فیزیک دانشگاه تهران است و قبل از ورودش به سازمان رادیو و تلویزیون ملی ایران دبیر دبیرستان‌های تهران بود. از او بیش از ۲۵۰ آواز فولکلوریک ضبط و ثبت شده‌است. مظهر خالقی تا قبل از مهاجرتش به انگلستان و سپس اقامتش در کردستان عراق در سمت مدیر کل تلویزیون سنندج و کرمانشاه فعالیت کرد. وی از ۱۳۵۲ تا ۱۳۵۷ رئیس رادیو و تلویزیون کرمانشاه بود. .
وی در کنار سید علی اصغر کردستانی، حسن زیرک، علی مردان، ناصر رزازی، محمد ماملی، حشمت‌الله لرنژاد، و طاهر توفیق از خوانندگان برجسته و شناخته‌شدهٔ موسیقی کردی به‌شمار می‌آید مظهر خالقی با آهنگسازانی همچون: مجتبی میرزاده و همچنین محمد عبدالصمدی به فعالیت‌های هنری پرداخت که می‌توان به اجرای آهنگ‌های جویبار، گل نشان، نسیم پاییزی، سوند به چاوت، لالای و… اشاره کرد. علاوه بر کتاب‌هایی که توسط نویسندگان مختلف در مورد زندگی هنری مظهر خالقی به بازار کتاب آمده اخیراً کتابی از اشعار آهنگ‌های مشهور وی نیز چاپ شده‌است؛ و مجموعه‌ای از آثار و آوازهایش با نظارت کامل خودش در انستیتوی فرهنگ و فولکلور کردستان به صورت صوتی منتشر شده‌است.
ایشان ابتدا به خواندن آواز به زبان فارسی مشغول شد که با توصیهٔ یکی از آهنگسازان ساکن تهران که (به ایشان گفته بود با وجود این همه خواننده طراز اول و مطرح فارس‌زبان شانسی در این زمینه ندارد) به خواندن ترانه به همان سبک آواز فارسی و اینبار با اشعار کردی پرداخت. از سال ۱۳۹۰ از صدا و سیمای مرکز سنندج صدای وی گاهگاهی پخش می‌شود. او هم‌اکنون مدیر «انستیتو فرهنگ کُرد» در سلیمانیه کردستان عراق است. این مرکز در زمینهٔ هنر، ادبیات و فولکلور کرد فعالیت می‌کند.
در اردیبهشت ۱۳۹۸ به پاس سال‌ها خدمات مظهر خالقی به هنر، موسیقی و فرهنگ کُردی، دکترای افتخاری دانشگاه سلیمانیه، به وی اعطا شد.
در تاریخ ۱۰ تیر ۱۳۹۸ مجله فراتاب با اختصاص دادن یک پرونده ویژه به مظهر خالقی علاوه بر گفتگو با وی، ده گفتگو و گزارش و یاداشت اختصاصی دربارهٔ بررسی عملکرد و کارنامهٔ شش دهه فعالیت هنری مظهر خالقی منتشر کرد.

## تقدیر
وی پس از ۳۸ سال در ۱۰ تیر ۱۳۹۸ برای حضور در کنگره بین‌المللی مشاهیر کُرد از مرز باشماق مریوان به ایران بازگشت.یکی از اقدامات در تجلیل از مشاهیر کُرد، اعطای کلید طلایی شهروندی به ایشان و نصب نشان مشاهیر کُرد بر روی لباس خالقی بود.

## آثار هنری
از ترانه‌های مشهور وی می‌توان «په پولهٔ ئازاد»، «ئه‌گهڕێمه‌وه»، «ئاسۆی کورد» و «بیرت ده‌که‌م» را نام برد.
- گول نیشان
- بلین به یار
- ئامینه نازه‌نینه
- که ده‌لین ئه‌مرو
- نه‌سیمی پائیزی
- هاتی ئاواتی دیرین
- ته‌نیا توم ده‌وئ
- هوره مه‌باره
- نه‌م دوینی
- ای یاری نازدار
- شیرین شیرینه
- بیرت ده‌که‌م
- هوز گهٔ کوردان
- شیرین ته شی ده ریسه
- کو یار
- ئه‌من هه‌ر توم ببه
- ئاوینهٔ دولبه‌ری
- جه‌ژنی به‌هاران
- له حه‌سره‌ت دیدارت
- قسم
- جوتیار
- ئه‌من خوشه‌ویسته م
- شه‌ده لاره‌که‌م
- ناویرم
- که‌و مل
- ئه‌شقی ولات
- بم لاوی نه
- گولی په‌ر ئاو